# Michigan State University
Michigan State University, MSU, är ett amerikanskt offentligt forskningsuniversitet som ligger i East Lansing, Michigan och har totalt cirka 50 085 studenter (38 786 undergraduate students och 11 299 postgraduate students) för hösten 2015. Det rankades på 83:e plats i världen i Times Higher Educations ranking av världens främsta lärosäten 2018.
De tävlar med 25 universitetslag i olika idrotter via deras idrottsförening Michigan State Spartans.

## Historik

### Jordbruksskolan
Michigans konstitution från år 1850 talade om att en jordbruksskola skulle bildas och den 12 februari 1855 skrev Michigans guvernör Kinsley S. Bingham på dokumentet som tillkännagav etableringen av USA:s första jordbrukscollege, the Agricultural College of the State of Michigan.

## Alumner

### Michigan State University
| Bakteriologer - Alfred D. Hershey Botaniker - Edgar Shannon Anderson - Liberty Hyde Bailey - Edwin Butterworth Mains Brottslingar - Andrew Kehoe Etnologer - Jan Harold Brunvand Filosofer - Gary Habermas Företagsledare - Darius Adamczyk - Stephen Chazen Författare - Ray Stannard Baker - Richard Ford - Vernor Vinge - Timothy Zahn Golfarkitekter - Arthur Hills Idrottare - Justin Abdelkader - Fred Alderman - Morten Andersen - Mason Appleton - David Booth - Miles Bridges - Rod Brind'Amour - Anson Carter - Jake Chelios - Jim Cummins - Karsen Dorwart - Bob Essensa - Rashad Evans - Savatheda Fynes - Kirk Gibson - Brian Glennie - Derek Grant - Adam Hall - Gary Harris - Taro Hirose - Shawn Horcoff - Andrew Hutchinson - Jaren Jackson Jr. | - Josh Jacobs - Magic Johnson - Duncan Keith - Tim Kennedy - Torey Krug - Bryan Lerg - John-Michael Liles - MacKenzie MacEachern - Wes McCauley - Drew Miller - Kelly Miller - Kevin Miller - Kip Miller - Ryan Miller - Chris Mueller - Joe Murphy - Jeff Petry - Corey Potter - Zach Randolph - Doug Roberts - Craig Simpson - Jim Slater - Bubba Smith - Steve Smith - Bryan Smolinski - Matt Steigenga - Corey Tropp - Jay Vincent - Mike Weaver - Jason Woolley - Mike York Internet - Tyler Oakley Journalister - Amy Astley Kemister - Phaedon Avouris Litteraturvetare - N. Katherine Hayles Musiker - Dee Dee Bridgewater - Milt Jackson Piloter - Fay Gillis Wells Politiker/offentlig förvaltning - Spencer Abraham | - George Ariyoshi - James Blanchard - Tony Earl - Tim Johnson - Mussa Kussa - Frederick H. Mueller - Donald W. Riegle - Mark Schauer - Debbie Stabenow - Eduardo Suplicy - Ali Tarhouni - Fred M. Warner Politisk teoretiker - Russell Kirk Profilerare - Robert Ressler Psykologer - Rollo May Rymdfarare - Kenneth D. Cameron Samhällsvetare - Akhtar Hameed Khan Sociologer - Theda Skocpol Skådespelare - James Caan - Michael Cimino - Anthony Heald - Walter Hill - David Magee - Sam Raimi - Ted Raimi - Tom Sizemore - Robert Urich |

### Michigan State University College of Law
| Politiker/offentlig förvaltning - Kwame Kilpatrick |

#### Detroit College of Law
| Näringsliv - John DeLorean | Politiker/offentlig förvaltning - Kwame Kilpatrick |